# Zdzisław Kępiński
Zdzisław Kępiński (ur. 9 kwietnia 1911 w Pruszkowie, zm. 24 stycznia 1978 w Poznaniu) – polski historyk sztuki, artysta-malarz, pedagog, profesor zwyczajny Uniwersytetu im. Adama Mickiewicza w Poznaniu i Państwowej Wyższej Szkoły Sztuk Plastycznych, dyrektor Muzeum Narodowego w Poznaniu, wojewódzki konserwator zabytków.

## Życiorys
Ukończył Gimnazjum im. św. Jana Kantego w Poznaniu. W 1931 rozpoczął studia polonistyczne, później zmienił kierunek na historię sztuki. Studiował także muzykologię pod kierownictwem Szczęsnego Dettloffa. W 1937 obronił pracę magisterską i rozpoczął pracę na Uniwersytecie Poznańskim. Jednocześnie wykładał historię sztuki w Instytucie Sztuk Plastycznych.
W 1931 wstąpił do KPP. Za działalność polityczną był represjonowany przez tzw. granatową policję, kilkakrotnie aresztowany.
W czasie wojny pracował jako robotnik w Warszawie i Częstochowie. W 1940 aresztowany i okaleczony przez Gestapo jednostronnie utracił słuch.
Po wojnie rozpoczął pracę w Ministerstwie Kultury i Sztuki, następnie powrócił do Poznania aby objąć stanowisko Wojewódzkiego Konserwatora Zabytków.
W latach 1945–1946 i 1947–1949 kierował Muzeum Wielkopolskim. Wykładał na Uniwersytecie Poznańskim.
Brał udział w Badaniach nad Początkami Państwa Polskiego (1947–1951). W latach 1949–1951 był zastępcą dyrektora Naczelnej Dyrekcji Muzeów i Ochrony Zabytków przy Ministerstwie Kultury i Sztuki w Warszawie. W 1952 powrócił do Poznania i został kierownikiem Galerii Malarstwa Polskiego w Muzeum Narodowym (galeria była nazywana galerią Kępińskiego). 
Zmarł w Poznaniu, pochowany 28 stycznia 1978 w Alei Zasłużonych na cmentarzu komunalnym Junikowo (AZ-P-05).

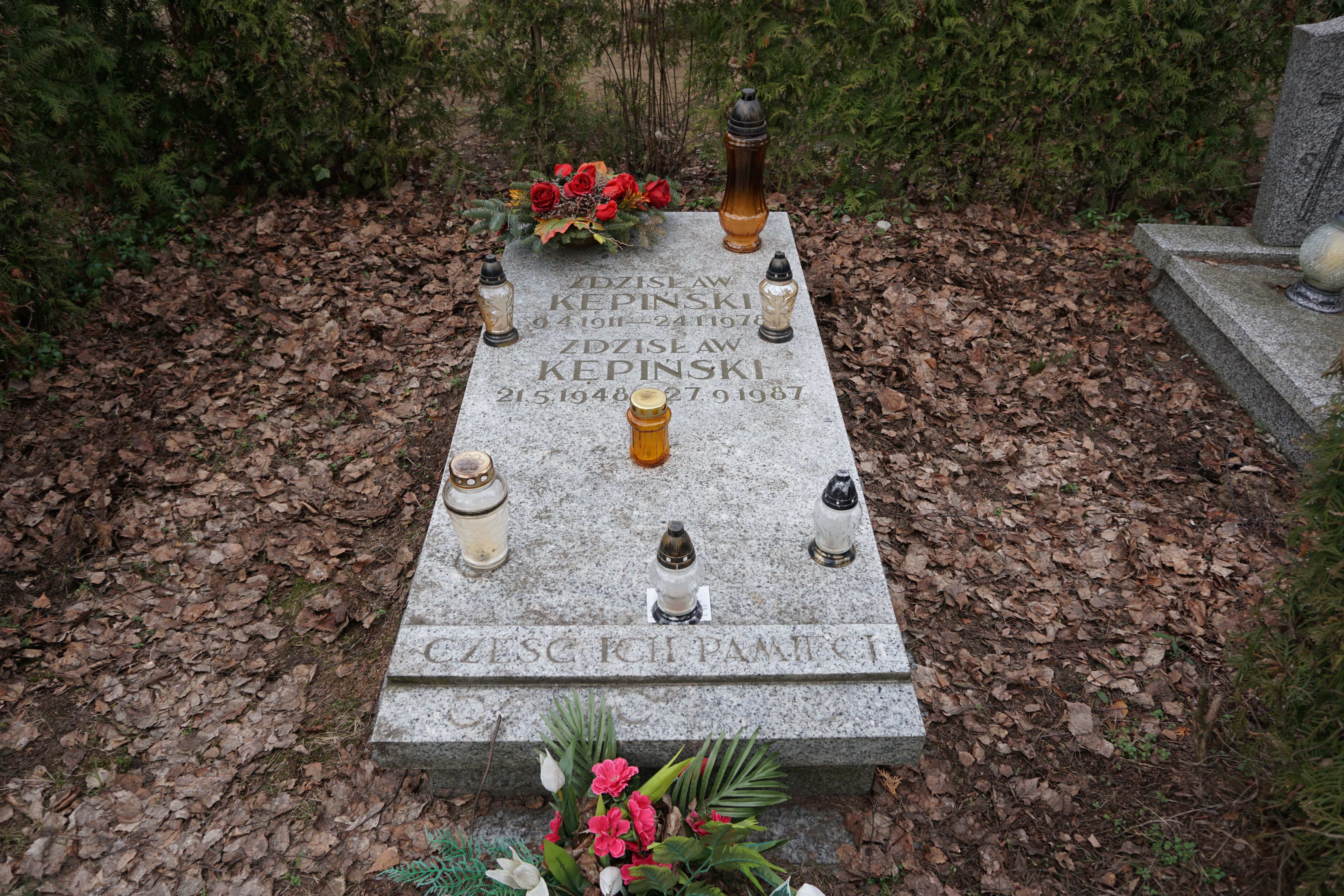
Grób prof. Zdzisława Kępińskiego na Cmentarzu Junikowskim w Poznaniu

## Ordery i odznaczenia
- Order Sztandaru Pracy II klasy (22 lipca 1952)[3]
- Krzyż Kawalerski Orderu Odrodzenia Polski (29 października 1947)[4]
- Medal 10-lecia Polski Ludowej (25 marca 1955)[5]
- Złota Odznaka „Za opiekę nad zabytkami”
- Odznaka Honorowa Miasta Poznania

## Nagrody
- Nagroda Artystyczno-Literacka Miasta Poznania za odkrycia w Strzelnie (1947)
- Państwowa Nagroda Naukowa II stopnia (zespołowa) w dziedzinie nauk humanistycznych za dotychczasowe wyniki badań wykopaliskowych i koncepcyjnych, dotyczących powstania Państwa Polskiego (1950)[6]
- Nagroda Państwowa II stopnia (zespołowa) za zasługi naukowe w dziedzinie muzealnictwa w minionym dziesięcioleciu (1955)[7]
- Nagroda Miasta Poznania i Województwa Poznańskiego w dziedzinie upowszechniania kultury za działalność w zakresie muzealnictwa (1962)
- Nagroda Państwowa I stopnia (1964)